# Viktor Shapoval
Viktor Shapoval (né le 17 octobre 1979) est un athlète ukrainien, spécialiste du saut en hauteur.
Si son meilleur saut en plein air était de 2,26 m (réalisés à quatre reprises, la première fois à Fribourg le 23 août 2003), il a depuis sauté à 2,33 m en salle à Zaporizhzhya le 28 janvier 2009.